# 일본의 전쟁 범죄

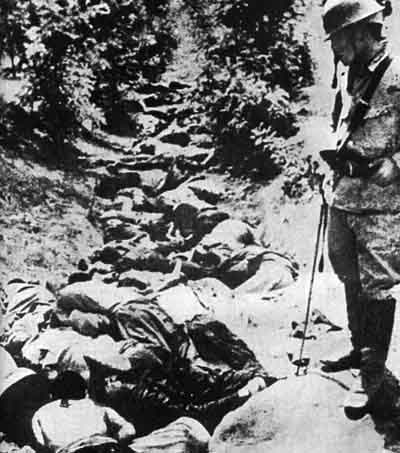
1938년 쉬저우에서 일본군에 의해 학살된 중국인들

일본의 전쟁 범죄(日本- 戰爭犯罪, 일본어: にほんの せんそうはんざい, 영어: Japanese war crimes)는 19세기 말에서 20세기 중반 일본 제국에 의해 자행된 일련의 전쟁 범죄를 지칭한다. 일본 내에서는 우익 정치의 영향으로 극동 국제 군사 재판(IMTFE)만을 한정하여 의미를 축소해석하기도 한다. 몇몇 전쟁 범죄는 19세기 말 일본 제국의 군 인사들에 의해 자행됐으며, 대부분이 쇼와 시대 초에 일어났고, 1945년 일본의 항복까지 계속되었다.

## 민간인 학살

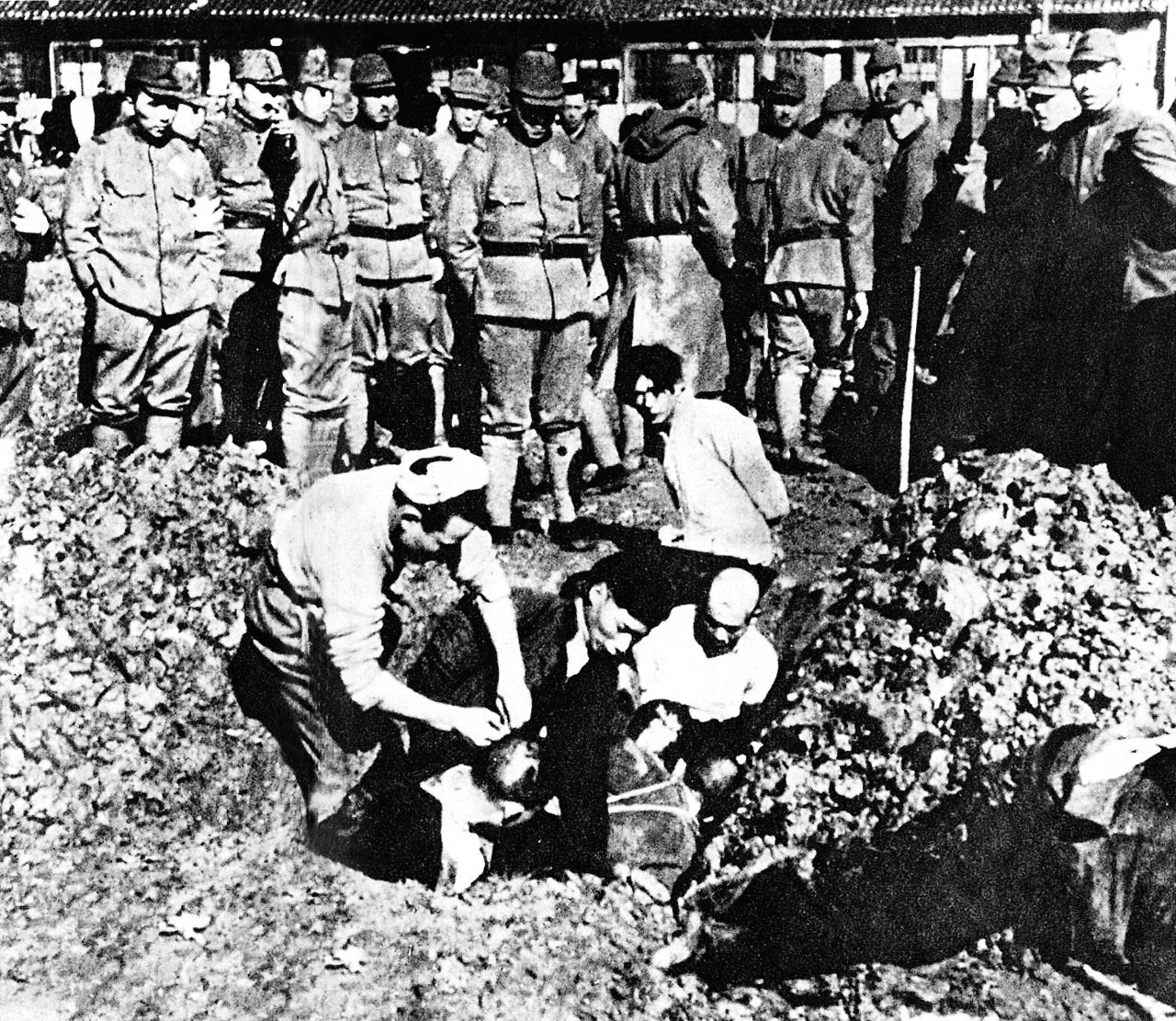
난징 시민들을 생매장하는 일본군

제2차 세계 대전 당시 일본 제국군은 중국, 만주, 한반도, 동남아시아, 태평양 군도에서 민간인을 무차별적으로 학살했다. 대표적으로 중국에서 민간인들을 집단살해한 난징 대학살이 있다.

## 집단학살
2차 대전 도중 아시아-태평양 전구, 남서태평양 전구, 동남아시아 전구 (제2차 세계 대전)에서 중국인, 한국인, 말레이인, 필리핀인, 인도네시아인, 베트남인, 인도인 등을 집단적으로 살해하였다. 그리고 호주인, 영국인, 미국인 등 연합국의 포로들에 대해서도 학살이 이뤄졌다.

## 중립국 공격
2차 대전에 참전하지 않고 중립을 표방하던 미국에 대한 불법적이고 기습적인 진주만 공격을 감행했다.

## 전쟁 범죄
제네바 협약을 무시하고 포로에 대한 고문과 살해를 자행하였다. 그리고 생화학전을 적극적으로 활용하였으며, 마닐라 전투 당시 필리핀 민간인들을 인간 방패로 거리낌 없이 사용하였다.

## 포로 대우
제2차 세계 대전 당시 일본군의 연합군 포로 대우는 매우 잔인했다. 특히 인도차이나 전쟁에서는 절대다수의 포로들이 교량 건설, 기지 건설 등의 노동에 동원되었다. 이 과정에서 일본군은 단순한 재미로 포로들을 처형하기도 했다. 한 영국인 참전 군인은 다음과 같이 당시를 회상했다.
미얀마 정글에서 있었던 행진은 죽음의 행진이었다. 다리 건설에 동원되기 위해 현장으로 이동하던 중 한 일본인 장교는 곧 있을 검술대회 연습을 위해 포로 몇 명을 모았다. 키가 작았던 그는 영국군 포로들에게 우월감을 표시하기 위해 큰 나무 상자 위에 올라섰다. 그리곤 포로들의 목을 베었고 매우 흡족해 했다. 다리 건설에 투입되기 전에 이미 수많은 나의 전우들이 재미로 혹은 아무런 이유없이 살해되었다.

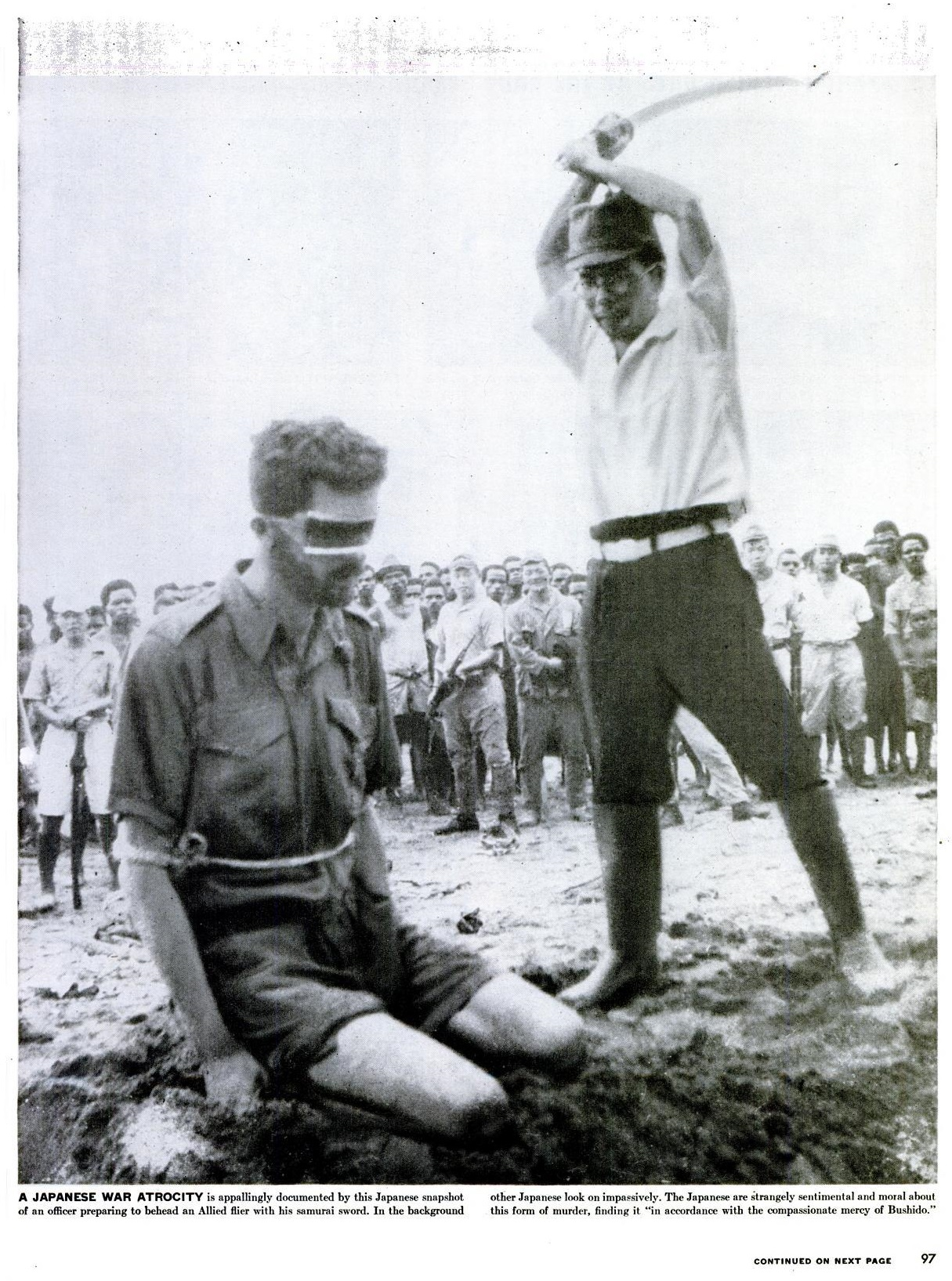
호주군 포로 레오나드 시플릿 병장을 참수하는 일본군

이러한 사실들로 말미암아 일본군에게 사로잡힌 포로들의 생존 확률은 유럽에서의 생존 확률과 비교해 매우 낮은 수치였다.

## 증거 인멸
일본국 정부는 이러한 전쟁 범죄에 대하여 자국 역사 교육에 자세하게 기록하고 있지 않다. 또한 일본 정부는 2차 대전이 끝나갈 무렵, 이러한 전범에 대한 자료와 기록을 대부분 은폐하거나 폐기시켰다. 

## 주요 범죄 및 학살
- 중국인 강제노동자들과 일본군100인 참수 경쟁
- 100 부대(Unit 100)
- 1644 부대
- 1855 부대(Unit 1855)
- 2646 부대(Unit 2646)
- 3·1 운동 학살
- 516 부대(Unit 516)
- 731 부대
- 8604 부대(Unit 8604)
- 9420 부대(Unit 9420)
- 간도 학살

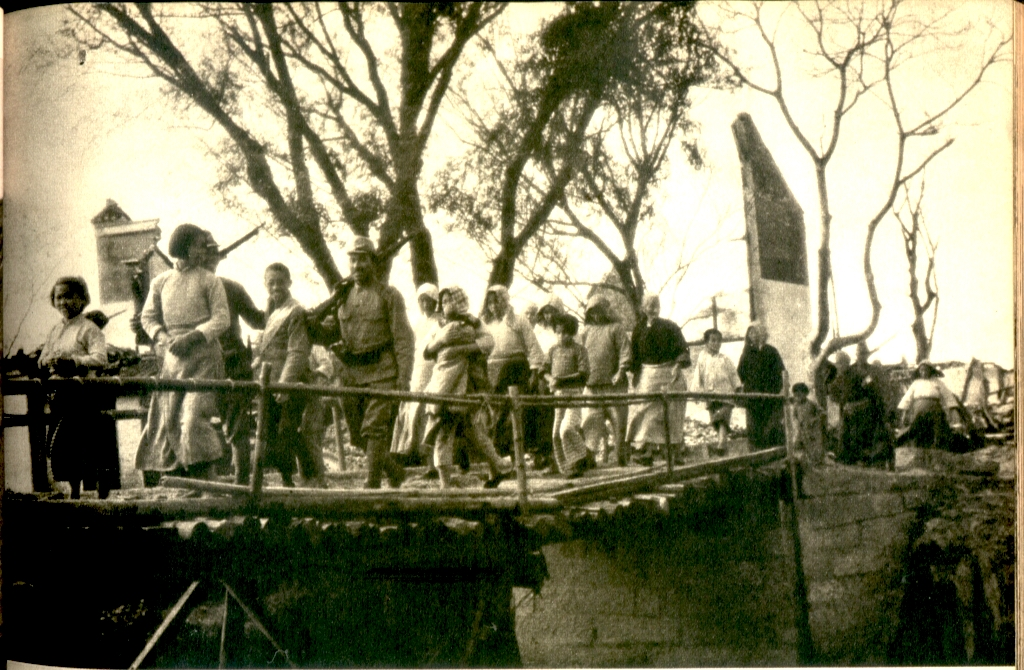
중국인 강제노동자들과 일본군

- 관동 대학살 (간토 대지진 조선인 학살사건)
- 난징 대학살 & 만인갱(萬人坑)
- 남한 대토벌 작전
- 라하 대학살(Laha massacre)
- 마닐라 대학살
- 산다칸 죽음의 행진
- 산둥 학살(Shantung or Shandong Incident)
- 삼광 작전
- 숙칭 대학살
- 신한촌 학살
- 알렉산드라 병원 대학살(Alexandra Hospital massacre)
- 우키시마호 폭침 사건
- 웨이크 섬 대학살
- 일본군의 만주국에서의 전쟁 범죄
- 일본군의 아시아 본토에서의 전쟁범죄(War Crimes in Asia Mainland)
- 일본군의 태평양에서의 전쟁 범죄(War Crimes in the Pacific)
- 일본군 위안부
- 죽음의 바탄 행진
- 죽음의 철도
- 창더 화학 무기 공격(Changteh Chemical Weapon Attack, 常德)
- 카이밍 세균 무기 공격(Kaimingye germ weapon attack, 開明)

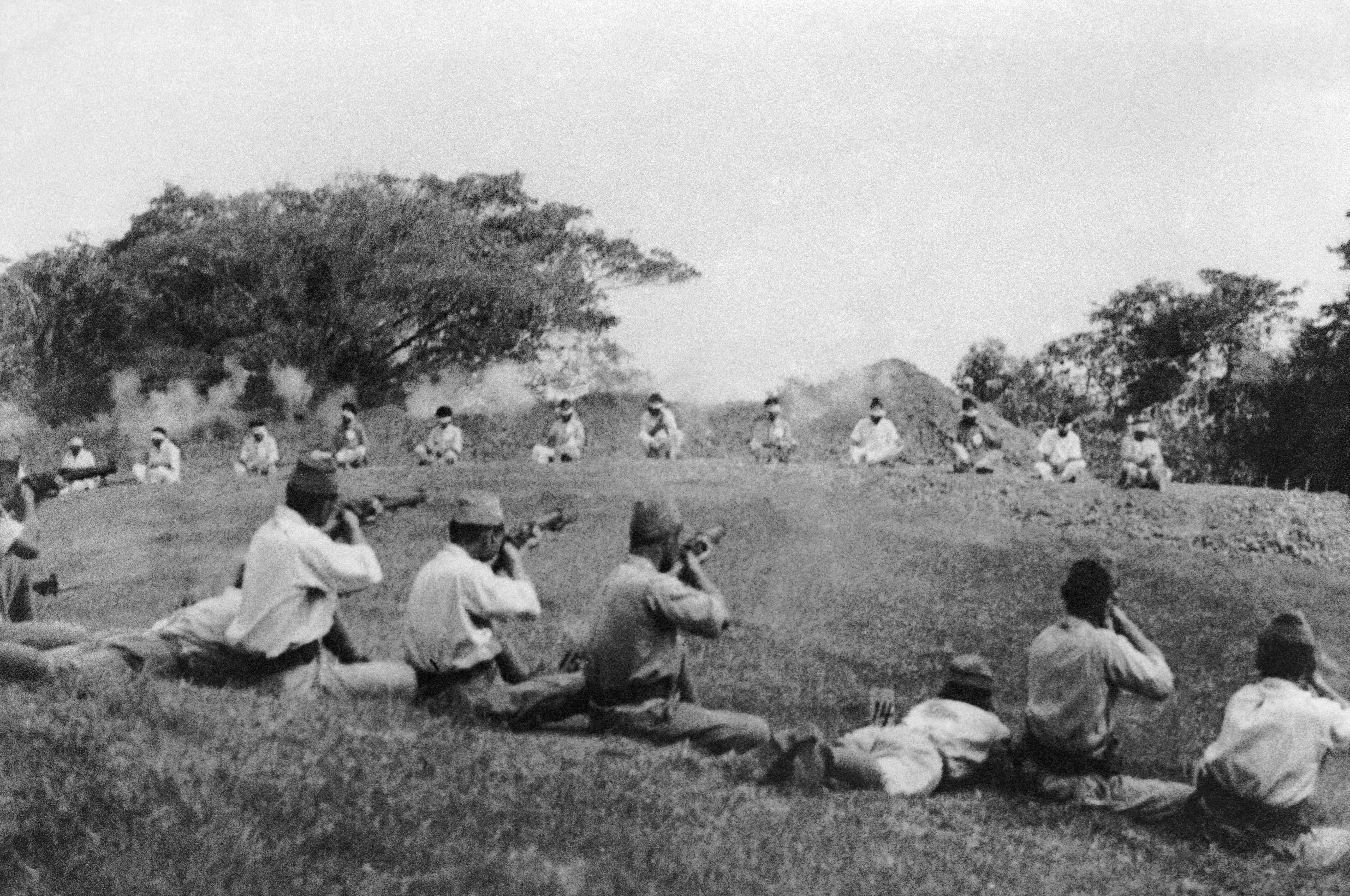
영국군 소속 시크교 포로들을 총살하는 일본군

- 평정산 사건
- 항일의병 학살
- 영국군 소속 시크교 포로들을 총살하는 일본군황민화정책

## 같이 보기
- 일본의 정치극단주의
- 독일의 전쟁 범죄
- 미국의 전쟁 범죄
- 일본의 우익 단체
- 야스쿠니 신사
- 황국사관
- 천황제 파시즘
- 쇼와 천황의 전쟁 책임
- 팔굉일우
- 일본재단
- 홀로코스트